# Csehimindszent
Csehimindszent is een plaats (község) en gemeente in het Hongaarse comitaat Vas. Csehimindszent telt 422 inwoners (2001).

## Geboren in Csehimindszent
József Mindszenty (29 maart 1892), Hongaars Rooms-Katholiek geestelijke